# Cobalt(II) sulfat
Cobalt(II) sulfat là một hợp chất vô cơ với công thức hóa học thường biết đến là CoSO4. Thông thường, cobalt(II) sulfat đề cập đến dạng hydrat CoSO4·7H2O, là một trong những muối cobalt có sẵn phổ biến nhất.

## Tính chất, điều chế và cấu trúc
Cobalt(II) sulfat heptahydrat xuất hiện dưới dạng tinh thể đơn sắc đỏ, hóa lỏng khoảng nhiệt độ 100 °C (212 °F; 373 K) và trở thành khan ở nhiệt độ 250 °C (482 °F; 523 K). Nó hòa tan trong nước, hơi tan trong ethanol và đặc biệt là hòa tan trong methanol. Các muối của nó có tính thuận từ.
Nó tạo thành bởi phản ứng của cobalt(II) oxide, cobalt(II) hydroxide, hoặc cobalt(II) carbonat với dung dịch acid sulfuric.
Hexahydrat là một phức hợp kim loại bao gồm các hình học phân tử bát diện ion [Co(H
2O)
6]2+
 liên kết với các anion sulfat.

## Ứng dụng
Cobalt thu được từ quặng thông qua cobalt(II) sulfat trong nhiều trường hợp.
Cobalt(II) sulfat ngậm nước được sử dụng để điều chế sắc tố, cũng như trong sản xuất muối cobalt khác. Chất màu cobalt được sử dụng trong đồ sứ và thủy tinh. Cobalt(II) sulfat được sử dụng trong các loại pin và bọt xi mạ, các loại mực tàng hình và như một chất phụ gia cho chất phụ gia cho đất và thức ăn cho động vật. Với các mục đích này, cobalt(II) sulfat được sản xuất bằng cách xử lý cobalt(II) oxide với acid sulfuric.

## Các vấn đề sức khỏe
Cobalt là chất cần thiết cho hầu hết các hình thức cao hơn của cuộc sống, nhưng hơn một vài miligam mỗi ngày là có hại. Hiếm khi có các vụ ngộ độc do các hợp chất cobalt. Khi hít phải muối, có một số bằng chứng về sự gây ung thư.

## Hợp chất khác
CoSO4 khi tác dụng với dung dịch NH3 đặc sẽ sẽ tạo ra các cobalt(II) sulfat amin, CoSO4(NH3)x. Các giá trị x tương ứng được biết đến bao gồm: x = 2 (tím), x = 4 (tím hồng), x = 6 (hồng). Dạng dihydrat của tetramin (x = 4) cũng được biết đến. Nó có màu đỏ. Ở mức NH3 hóa thấp hơn, có CoSO4·3NH3 là bột màu đỏ rất nhạt hay 2CoSO4·NH3 (CoSO4·0,5NH3) là chất rắn màu tím nhạt.
CoSO4 cũng có thể phản ứng với N2H4 ở điều kiện thích hợp để tạo CoSO4(N2H4)x. Khi x = 1, chất có màu đỏ (D = 2,91 g/cm³), khi x = 2, chất có màu hồng nhạt (tan trong nước và các loại acid khoáng, không tan trong aceton và benzen, D20 ℃ = 3,4082 g/cm³), với x = 2,5 (ngậm 1 nước), nó có màu hồng, còn khi x = 3 thì nó có màu vàng.
CoSO4 cũng có thể tạo muối acid với N2H4, như Co(HSO4)2·2N2H4 là tinh thể màu hoa hồng-đỏ, tan ít trong nước.
CoSO4 cũng có thể tạo phức với hydroxylamin, như CoSO4·NH2OH·H2O là tinh thể hồng. Khi kết hợp với NH3, các tinh thể màu đỏ của 2CoSO4·NH2OH·8NH3·2H2O sẽ xuất hiện, D = 1,85 g/cm³.
CoSO4 cũng có thể tạo phức với ure, như CoSO4·2CO(NH2)2·4H2O là tinh thể màu mâm xôi đỏ hay CoSO4·6CO(NH2)2·H2O là tinh thể màu tím hồng đậm.
CoSO4 cũng có thể tạo phức với semicarbazide, như CoSO4·2CON3H5 là tinh thể hồng, tan ít trong nước.
CoSO4 cũng có thể tạo phức với thioure, như CoSO4·1,5CS(NH2)2 hay 2CoSO4·3CS(NH2)2 là tinh thể màu dương, tạo ra dung dịch màu đỏ trong nước, CoSO4·2CS(NH2)2 là tinh thể đỏ tím, CoSO4·3CS(NH2)2 là chất rắn màu dương, tan trong nước tạo ra dung dịch màu đậm hơn một chút, hay CoSO4·4CS(NH2)2·2H2O là chất rắn màu lục.
CoSO4 cũng có thể tạo phức với selenoure, như CoSO4·3CSe(NH2)2 là tinh thể màu lục ôliu, phân hủy ở 125 °C (257 °F; 398 K).